# Peterbald
De Peterbald is een naaktkat-ras van Russische oorsprong. Het ras werd in Sint-Petersburg in 1994 ontwikkeld door een experimentele kruising tussen een Don Sphynx en een Oosters korthaar, waarbij een dominant haarverlies-gen is overgedragen.

## Geschiedenis
Het Peterbald-ras werd in 1994 ontwikkeld door de Russische felinoloog Olga S. Mironova. Een Don Sphynx-kater, genaamd Afinogen Myth, werd gekruist met een Oosterse korthaar-poes, wereldkampioen Radma von Jagerhov. De eerste twee worpen leverden vier kittens op, die de basis vormden voor het ras. Later werd het ras erkend door verschillende kattenfokorganisaties, zoals de Russische Selectional Feline Federation (SFF), The International Cat Association (TICA) en de World Cat Federation (WCF), waarna het in 2009 Championship-status behaalde.

## Kenmerken
Peterbalds hebben een slank en gespierd lichaam met een lang, smal hoofd, amandelvormige ogen en grote, goed uit elkaar staande oren. Er komen vier vachttypen voor; bald, velours, brush en flock. Alleen de bald variant is showwaardig. De overige varianten hebben geen kampioenschapstatus. Het ras staat bekend om zijn zachte, aanhankelijke, nieuwsgierige en energieke karakter.

## Wetgeving en fokverbod
Vanwege welzijns- en gezondheidszorgen die samenhangen met het gebrek aan beschermende vacht, gelden in sommige landen beperkingen op de fokkerij van haarloze katten, zoals de Peterbald. In Nederland is het sinds 2014 verboden om te fokken met ouderdieren die genetische mutaties of fysieke afwijkingen vertonen die de gezondheid of het welzijn van hun nakomelingen kunnen schaden. Deze regelgeving is gebaseerd op de Wet dieren en wordt ondersteund door Europese afspraken.